# Bardo Henning
Michael Bardo Henning (* 15. Juni 1955 in Fulda) ist ein deutscher Jazzmusiker (Piano, Akkordeon) und Komponist.

## Leben und Wirken
Henning lernte als Kind Klavier und war im jugendlichen Alter als Kirchenorganist tätig. Er studierte Musik an der Fachhochschule Gießen-Fulda und an der Musikhochschule Graz. Er befasste sich intensiv mit den Klangsprachen Thelonious Monks, McCoy Tyners und Cecil Taylors; in seiner Auseinandersetzung damit entwickelte er eigene Akkordverbindungen und einen individuellen Pianostil. Bereits während des Studiums gründete er 1980 mit dem Saxophonisten Johannes Barthelmes das Quartett Serene, das später von Berlin aus agierte. Das Quartett nahm einige Platten – u. a. gemeinsam mit dem Trompeter Hannibal Marvin Peterson – auf und gewann Jazzpreise. 1985 gründeten Henning und Barthelmes mit dem Experimenti Berlin Orchestra eine dem Workshopcharakter verpflichteten Großformation, für die Henning die meisten Kompositionen schrieb. Er spielte mit Sirone und Tony Oxley im Trio, sowie mit Albert Mangelsdorff und mit Günter Baby Sommer im Duo, aber auch als Solopianist. Mit Herbert Hellhund, Matthias Schubert, Detlef Landeck und Detlev Beier spielt er in der Gruppe Hannover Calling. Am Piano begleitet er türkische Gesangsstars wie Leman Sam und Selda Bağcan und trat im Trio mit Carlos Bica und Ammando Chuh auf. Daneben spielt er seit 1998 mit seinem Trio Bardomaniacs urbane Folklore. Er arbeitet weiterhin mit der Sängerin Linda Becker und der Fagottistin Elisabeth Böhm-Christl zusammen.
Henning erhielt zahlreiche Kompositionsaufträge (etwa für den Eislerchor und Saxophonquadrat). 1993 führte er auf den Donaueschinger Musiktagen seine „Wüstencommunication“ auf. 1998 beauftragte die Niedersächsische Landesregierung ihn, die Musik zur zentralen Feier des Tags der Deutschen Einheit zu schreiben; wegen eines achttaktigen Zitats der DDR-Hymne „Auferstanden aus Ruinen“, das er in den Dreivierteltakt gesetzt hatte, kam es dabei zum politischen Skandal: Edmund Stoiber weigerte sich, an den Feierlichkeiten teilzunehmen.
Hennings 1988 uraufgeführte Jazzoper Achmets Traum ging von 2002 bis 2004 im Auftrag des Bundesministeriums für Jugend und Familie mit 5 Breaktänzern, türkischem Chor, dem Landesjugendjazzorchester Berlin und Darstellern auf Tournee. 2001 war er Artist in Residence an der Hochschule für Musik und Theater Hannover. Er ist auf internationalen Jazzfestivals (Pori, Brüssel, Edinburgh, Istanbul, Berlin) aufgetreten und gestaltet gemeinsam mit der Sängerin Gina Pietsch einen Tucholsky-Abend.
2015 erschien eine CD mit von ihm vertonten Liedern der Verschollenen, Dichter die von den Nazis totgeschwiegen, umgebracht, ausgebürgert oder vertrieben wurden, oder deren Bücher bei der Bücherverbrennung vernichtet wurden.

## Auszeichnungen und Preise
1982 erhielt Serene für ihre erste Platte den 1. Preis der deutschen Phonoakademie. 1989 wurde Henning mit dem SWF-Jazzpreis ausgezeichnet. 2005 erhielt er den Publikumspreis des Internationalen Theaterfestivals Monastir / Tunesien.